# Fernand Maillaud
Pour les articles homonymes, voir Maillaud.
Fernand Maillaud né le 12 décembre 1862 à Mouhet (Indre) et mort le 30 août 1948 à Paris est un peintre, illustrateur, ébéniste et créateur de tapisserie français. 

## Biographie

### Jeunesse
Le père de Fernand Maillaud est menuisier et sa mère institutrice. La famille suit les affectations successives de la mère et déménage à Mézières-en-Brenne, puis à Liniez. L'enfant est très tôt touché par la passion du dessin. En 1878, son père étant malade, il est envoyé comme commis dans un magasin d'Issoudun, d'abord, puis à La Châtre. Après son service militaire en 1882 à Châteauroux, il est employé comme vendeur à Paris dans divers grands magasins, pendant plusieurs années. 
En 1886, il épouse Fernande Sevry. Le couple s'installe à Montmartre. Fernand suit des cours de dessin de la Ville de Paris et à l'École des beaux-arts dans l'atelier d'Adolphe Yvon. Le couple vit du salaire de Fernande, employée par une couturière. 
Fernand Maillaud donne des illustrations à La Famille, et dessine des modèles pour un journal de mode,. Il fait partie du groupe d'artistes post-impressionnistes et symbolistes qui s'est formé en 1891 autour de Paul Gauguin. À partir de 1894, il fait de longs séjours chez sa belle-sœur qui est directrice d'école à Issoudun, ainsi qu'à Argenton-sur-Creuse. Il se lie avec Jenny de Vasson, Hugues Lapaire et Jacques des Gachons. Sur proposition du père Jules Chevalier, il compose six grands panneaux pour décorer le réfectoire du couvent du Sacré-Cœur[Où ?]. Il présente un tableau dans la galerie d'art d'avant-garde Le Barc de Boutteville, aux côtés de Maurice Denis, Maxime Maufra et Ker-Xavier Roussel.

### Paris

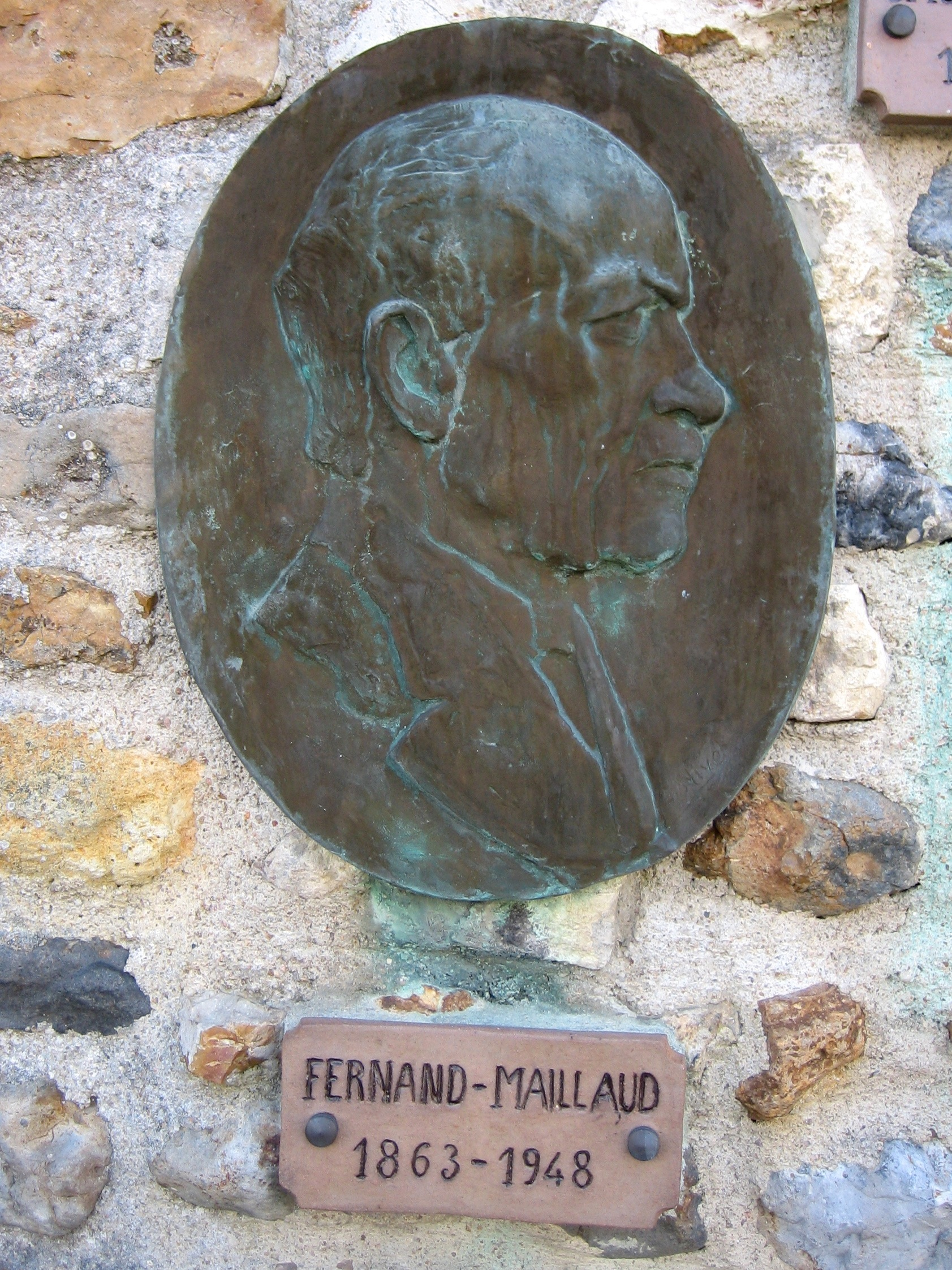
Ernest Nivet, Portrait de Fernand Maillaud,
église de Verneuil-sur-Igneraie.

Fernand Maillaud débute en 1896 au Salon des artistes français. Il y présente régulièrement une œuvre chaque année jusqu'à sa mort. Il est ultérieurement médaillé d'or dans ce même Salon. Il accompagne le couple de Vasson en Italie en 1899 et y peint de nombreux paysages, notamment à Venise. En 1900, le peintre obtient une mention honorable au Salon des artistes français. Le peintre s'installe 3, rue de l'Estrapade, où il séjourne jusqu'à sa mort. Il entreprend la confection complète d'un mobilier original (meubles sculptés, tapisseries, tapis).

### Berry

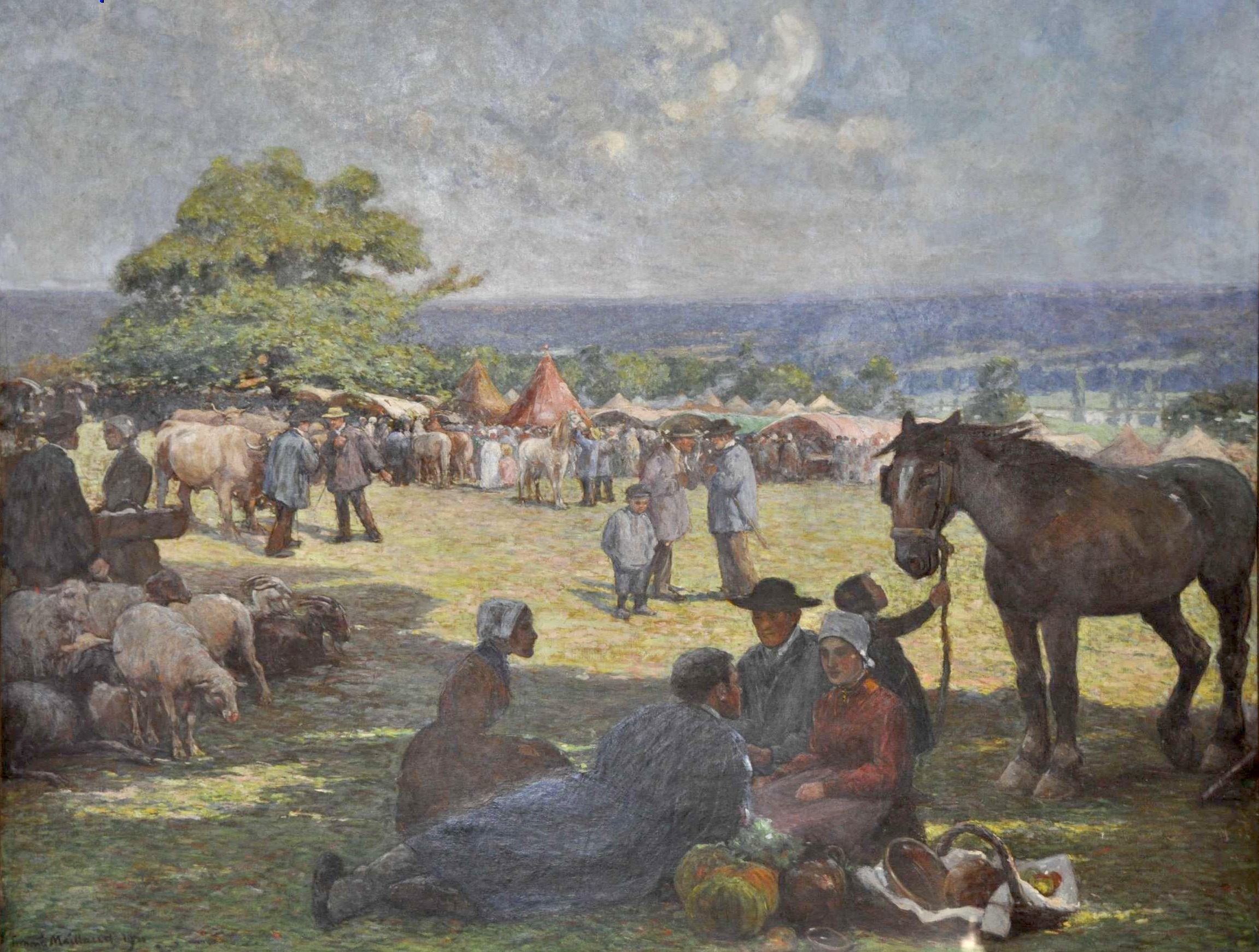
Foire de la Berthenoux (vers 1900), Châteauroux, salle des délibérations du Conseil départemental de l'Indre.

De 1895 à 1902, Fernand Maillaud séjourne l'été à Fresselines, près de Crozant. Il se lie avec Maurice Rollinat et rencontre Allan Österlind, Jean Geffroy, Armand Dayot, Lucien Descaves et le jeune Bernard Naudin. Il trouve en Rollinat un allié précieux dans sa lutte pour la reconnaissance de l’authenticité du monde rural. Pour Maillaud, c’est l’époque des intérieurs d’églises, des convois funèbres, des saintes  familles et des paysans courbés sous les fagots. Grâce aux relations de Rollinat, Maillaud entre dans l’entourage de Ferdinand Humbert, peintre influent de l’époque. Le maître, « enthousiasmé par le modernisme de bon aloi de Maillaud et rassuré par ses sujets respectables », lui procure des commandes d’État.  
En 1902, et jusqu'en 1907, Fernand Maillaud s'installe l'été dans la Vallée Noire, à Verneuil-sur-Igneraie, près de Nohant. Il séjourne dans la villa dite des « Épingués » ; il peint des paysages et brode des tapisseries. Il fréquente Gabriel Nigond, l'abbé Émile Jacob et aussi  Hugues Lapaire, Joseph Ageorges, René Pradère, Raymond Christoflour, Gabrielle Sand, petite-fille de George Sand. Les tapisseries exécutées par Fernande Maillaud, exposées au Salon des artistes français et au Salon d'automne, reçoivent un franc succès, ainsi que les peintures de Fernand Maillaud. Dans ce pays, proche mais différent de la  vallée de la Creuse, Fernand  Maillaud peint moins les paysages, mais plutôt les foires aux bestiaux, les marchés du dimanche, la sortie illuminée des communiantes.
Il voyage en Espagne durant l'année 1904. En 1913, Fernand Maillaud découvre la Corrèze ; il y revient chaque été jusqu'en 1935.

### Expositions et voyages
Fernand Maillaud participe à une exposition à Buenos Aires en 1909, puis à une exposition de groupe à Paris à la galerie La Cimaise, chez le galériste Georges Petit, avec Jules Adler et Henri Martin. Il expose à la galerie Bernheim-Jeune à Paris en 1912. 
Entre 1914 et 1919, il participe à de nombreuses expositions en France et à l’étranger. En 1918, il expose à Rio de Janeiro, puis à Paris à la galerie Devambez et la galerie Artès. Le couple crée un atelier de tapisserie à Issoudun. Fernand Maillaud  effectue un premier voyage en Algérie en 1932 et, la même année, expose à Oran et à Alger. Il retournera en Algérie chaque hiver jusqu'en 1938. Il voyage et peint aussi au Maroc en 1937 et 1938.

### Guéret et Toulon
Vers 1920, la belle-sœur du peintre et son mari s'installent à Guéret. Le peintre, séduit par le paysage, fait construire à partir de 1923 une maison qu'il appelle « Renabec » où il séjourne régulièrement tous les étés. Devant la maison on peut voir un étrange animal à corps de renard et qui porte l'enseigne « Renabec ». 
À partir de 1928, Maillaud se rapproche de plus en plus du soleil et de la lumière des pays méditerranéens. En 1928, il commence la construction d'une maison isolée près de Toulon appelée « La Florentine », sur les pentes du Mont Coudon, près de Toulon, tout en poursuivant l'aménagement du « Renabec ». Maillaud passe le temps de la guerre à « La Florentine », où meurt sa femme en 1945. L’un de ses neveux est Pierre Maillaud, dit Pierre Bourdan en souvenir du village creusois Le Bourg d’Hem (prononcé  Bourdan) où il passait ses vacances, célèbre speaker de Radio Londres. Il est nommé ministre de l’Information, des Arts et des Lettres à la Libération, et disparaît lors d’une promenade en mer au large du cap Nègre en 1948.
Fernand Maillaud meurt le 30 août 1948 dans le 5e arrondissement de Paris chez sa nièce Solange Christauflour, artiste peintre qu'il a adopté. Il est inhumé au cimetière des Pénitents noirs de Guéret, de même que Solange Christauflour.

## Œuvres dans les collections publiques
Une trentaine de musées et institutions, en France et à l'étranger, exposent des tableaux de Fernand Maillaud.
- Paris[10] :
  - hôtel de ville : Rue à Issoudun.
  - musée Carnavalet :

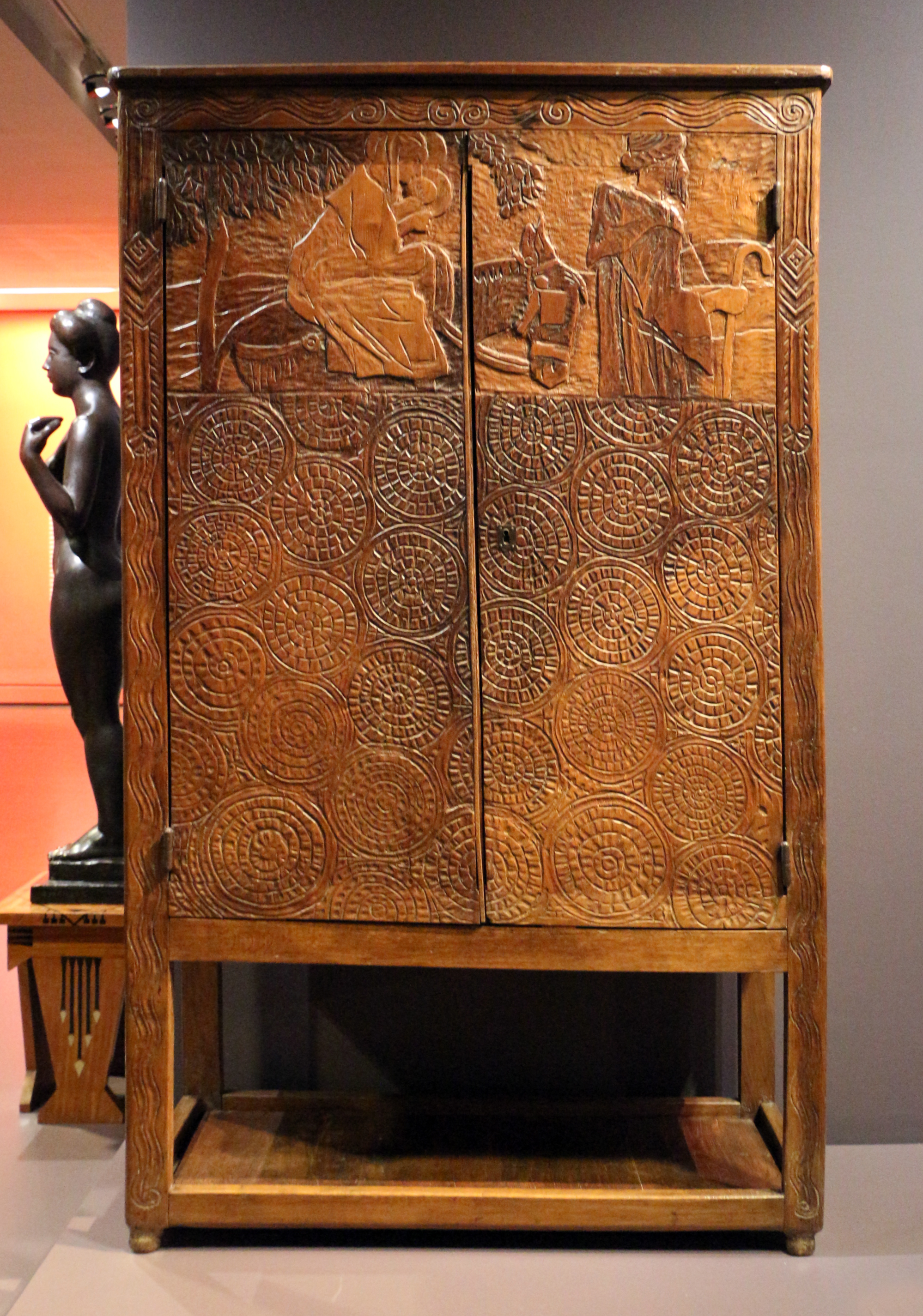
Fuite en Égypte, armoire, vue de face, Paris, musée d'Orsay.

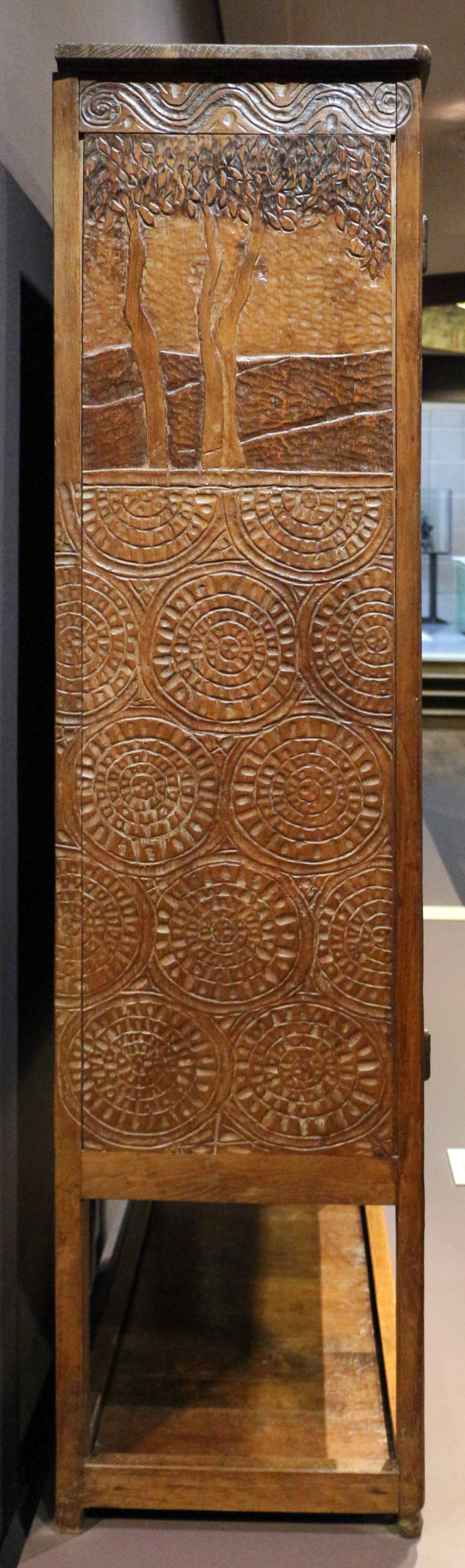
Fuite en Égypte, armoire, vue latérale, Paris, musée d'Orsay.

    - La Rue de la Montagne Sainte-Geneviève ;
    - La Rue Saint-Jacques ;
    - L’Église Saint-Julien-le-Pauvre ;
    - La Rue de Lanneau ;
    - Auberge à l'enseigne de Saint-Étienne, rue de la Montagne-Sainte-Geneviève.

  - musée Galliera : Paysage de Corrèze, Le Vanneur, tapisserie.
  - musée d'Orsay[11] :
    - Paysage rupestre, entre 1890 et 1916, tapisserie ;
    - Paysage, vers 1935, huile sur bois ;
    - Le Faucheur, huile sur toile ;
    - Argenton-sur Creuse, foire de Saint-Paul, 1897, huile sur carton ;
    - Foire à La Berthenoux, huile sur carton ;
    - Groupe sur la plage, vers 1900, huile sur toile
    - Les Dames Maillaud, vers 1900, huile sur toile
    - Paysage de la Vallée-Noire : le lavoir, huile sur toile
    - La Fuite en Égypte, entre 1895 et 1900, armoire en chêne et sapin, 170,6 × 99,8 × 39 cm, orné de deux panneaux : Le Repos pendant la fuite en Égypte et L’Annonciation.

  - palais du Luxembourg : Le Corbeau et le Renard, tapisserie.
  - Petit Palais : Le Retour des vendanges, La Foire du Magné.

- localisation inconnue : Les  Moissons, Les Foins, Paysage de Creuse, Retour à la ferme, tapisserie, anciennement à Paris au musée du Luxembourg.
- Plusieurs dizaines de tableaux sont également conservés au musée Bertrand de Châteauroux

## Ouvrages illustrés
- Henry Bordeaux : 
  - L'Amour en fuite, 1910 ;
  - La Peur de vivre, vers 1920 ;
  - Une honnête femme, 1925 ;
  - La petite demoiselle, 1925 ;
  - Le Carnet d'un stagiaire, 1926 ;
  - La nouvelle Croisade des enfants, 1935 ;
  - Le Pays natal, 1935 ;
  - Le Lac noir.
- Jules de Vorys, Georgette, [idylle brennouse sous le premier empire], 1924.
- Ernest Pérochon, La parcelle 32, 1927.
- Gabriel Nigond : 
  - Les contes de la limousine, 1912 ;
  - La sève et l'écorce, Derniers contes de la Limousine, 1932 ;
  - Marie Montraudoigt.
- Jules Renard : 
  - Poil de Carotte ;
  - Monsieur Vernet ;
  - Le Plaisir de rompre ;
  - Le Pain de Ménage ;
  - La Bigote.
- Pierre Bourdan, Onyx.
- Émile Sedeyn, Rencontres, 1905.

## Distinctions
- Prix Rosa Bonheur, en tant que peintre animalier en 1925.
- Chevalier de la Légion d'honneur en 1925.
- Officier de la Légion d’honneur en 1947.

## Réception critique
« Avec sincérité, avec émotion, il va droit au but, qui est d’émouvoir, ou plus humblement, de faire partager son émotion. Pas d’art plus instinctif que le sien, mais pas d’artiste non plus qui sache aller plus loin dans le raffinement, dans la subtilité, la nuance […] »

— Émile Sedeyn, Rencontres, Bibliothèque de La critique, 1905.

« L’art de F. Maillaud, à cette heure-ci vaut encore à titre d’exemple. Il nous console de bien des laideurs. Il nous rassure. Il nous donne l’oubli des théories insanes et de la foire sur place. Il nous dit qu’un grand contemplatif doté de superbes moyens d’expression plastique se réfère à la nature, à la logique des volumes et des valeurs, à cette science vraie qui rejette aussi dédaigneusement la triste recette académique que l’ignorance déifiée par les extrémistes, et enfin et surtout à cette vie intérieure, à ce désir de silence, des larges horizons, du travail fait dans la solitude avec joie, sans lesquels il n’existe point d’artiste complet […] »

— Camille Mauclair

« Un grand artiste, un grand cœur. Un maître, dans tout ce que le mot enferme de sain, de fort, de bienfaisante rudesse. Le Jean-François Millet des terres berrichonnes, ai-je dit. Peut être. Mais avant tout, par-dessus tout, Fernand Maillaud, d’abord, observateur patient et sagace, notateur attendri des « jeux rustiques et divins », comme a dit un poète, peintre de la joie et du travail aux champs, peintre du Berry […] »

— Raoul Toscan[réf. nécessaire]

« Tout artiste digne de ce nom appartient à la fois à l’ordre des architectes et à celui des poètes. Il construit le monde selon les exigences de son esprit, mais aussi il l’écoute vivre. Les formes naturelles lui sont une carrière d’où il extrait les assises et les membres de son édifice, qu’il ajuste selon les cadences, des mesures et des symétries. Il en combine les rapports, la résistance et l’équilibre comme un calculateur qui ne se contente pas de symboles numériques, mais qui les traduit par des solides dans l’espace. Mais les structures ne sont art qu’autant qu’elles sont habitées par un Dieu et que ce Dieu demeure enveloppé dans son secret. C’est par là que l’art du peintre, dans son expression la plus pleine, a toujours quelque chose de religieux et de confidentiel. Selon les diverses familles d’hommes, c’est tantôt l'architecte et tantôt le poète que l’on voit dominer. L’une se plaît à dresser de beaux pans de mur, et l’autre à écouter quelque flûte invisible. Fernand Maillaud nous vient d’une région de sorciers, pour qui toute chose à un visage et chaque visage exprime une vie animique […] »

— Henri Focillon, préface de Fernand Maillaud, peintre et décorateur
.

## Hommages
Des rues Fernand-Maillaud se trouvent à La Châtre, Châteauroux et Guéret.
À Étrechet, l'école primaire publique porte son nom.

## Pour approfondir

#### Catalogue d'exposition
- Jean-Marc Ferrer, Michèle Naturel et Danièle Véron-Denise, Fernande & Fernand Maillaud et les arts décoratifs : [exposition, Châteauroux, Musée-Hôtel Bertrand, 17 avril-30 août 2015], Limoges/Châteauroux, Limoges : Les Ardents Éditeurs ; Châteauroux : Ville de Châteauroux, 2015, 175 p. (ISBN 978-2-917032-59-6, BNF 44349579, SUDOC 187598282). Catalogue d'exposition au musée-hôtel Bertrand de Châteauroux , 17 avril-30 août 2015.

#### Ouvrages
- Raymond Christoflour (préf. Camille Mauclair et Henri Focillon), Fernand Maillaud : peintre et décorateur, Paris et Nevers, Éditions de la Revue du Centre et G. Girard, coll. « Collection de la Revue du centre », 1932, xiv+135 (BNF 35669332, SUDOC 023262486). Une réimpression, sous le titre Fernand Maillaud : peintre et sculpteur, a reçu le prix Christian Blanc de l'Académie française en 1933 ; elle est imprimée à Aurillac en 1942 (d'après le catalogue de la bibliothèque Forney, Paris) et est parue sous-titrée « Nouvelle édition » chez à la librairie Roumanille (Avignon) en 1943.

- Raymond Christoflour (préf. Maurice Serullaz, postface Henri Focillon), Fernand Maillaud, Paris, Magnard, 1966, 138 p.. Réédition de l’ouvrage de 1932 ; la préface de Focillon est reproduite en postface.
- Christophe Rameix (préface de Maurice Sérullaz), L'école de Crozant : les peintres de la Creuse et de Gargilesse, 1850-1950, Limoges, L. Souny, 1991, 196 p. (ISBN 2-905262-53-2, SUDOC 070544875, lire en ligne), « Fernand Maillaud ».
- Collectif, Témoignages et souvenirs sur Fernand Maillaud, Verneuil/Igneraie, Maintenance régionaliste du Centre, 1949.
- Annie Boule-Christauflour, Fernand Maillaud (1862-1949), Association des Amis de Fernand Maillaud, 2010.
- Gabriel Nigond, « Fernand Maillaud », L’Art et les Artistes, Paris, Armand Dayot (dir.), t. XV,‎ avril-septembre 1912, p. 169- 173 (lire en ligne).